# Christianisme en Mauritanie

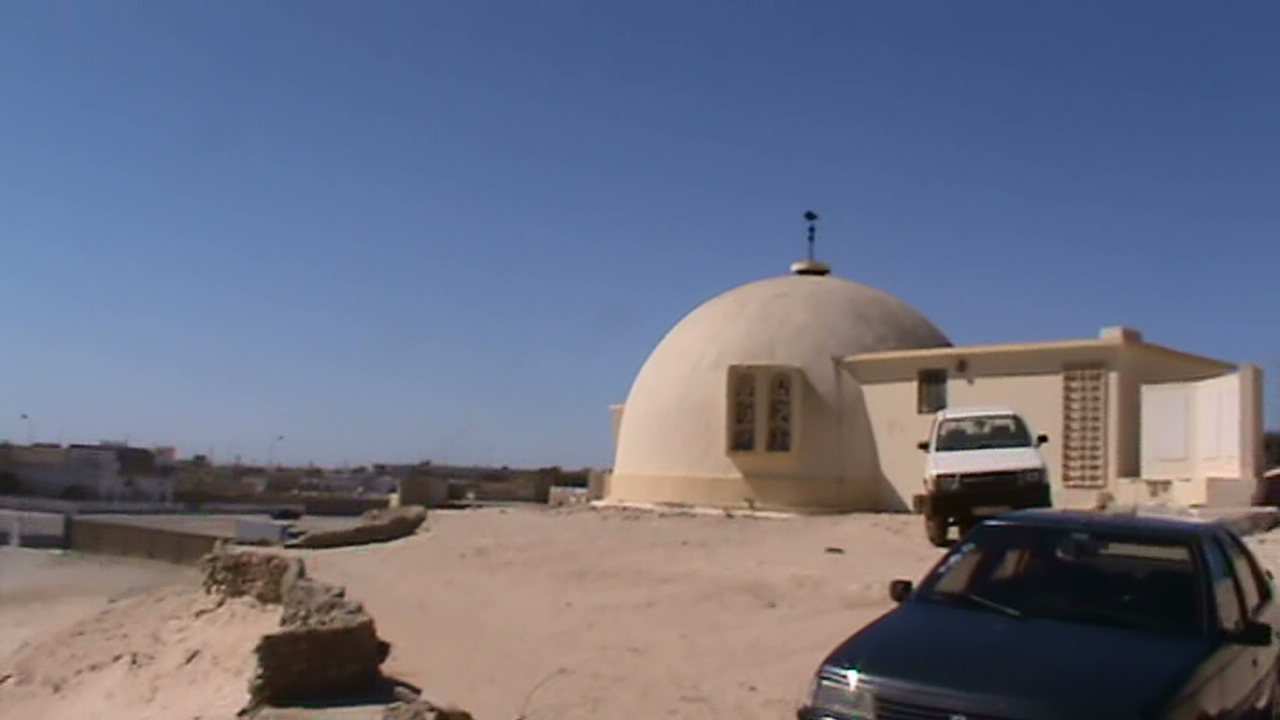
Église de Nouadhibou, Ras Nouadhibou, Mauritanie.

Le christianisme est une religion anecdotique en Mauritanie dont la population est intégralement de confession musulmane. 
Certaines sources chrétiennes évoquent un pourcentage de 0,26 % de la population qui serait de confession chrétienne (seulement des étrangers). La communauté catholique compterait 4500 personnes (0,2 % de la population).  
Il y a des églises au moins à Nouakchott, à Zouerate, à Nouadhibou et à Rosso. 
Suivant les règles de l'Islam, les conversions de l'Islam au Christianisme sont interdites ainsi que la distribution de matériels religieux non-islamique. Il est illégal de posséder des bibles dans des maisons non privées. Aucune organisation chrétienne n'est reconnue. Les programmes de radio chrétiens sont interdits.

## Diocèse catholique de Nouakchott
Le diocèse catholique romain de Nouakchott (latin: Dioecesis Nuakchottensis) a été fondé le 18 décembre 1965. 
Depuis le 10 février 2024, l'évêque en est Victor Ndione, succédant à l'archevêque Michel Bernard Robert (de 1966 à 1973), Robert de Chevigny (de 1973 à 1995) et Martin Albert Happe (de 1995 à 2024).